# Konstanze Kemnitzer

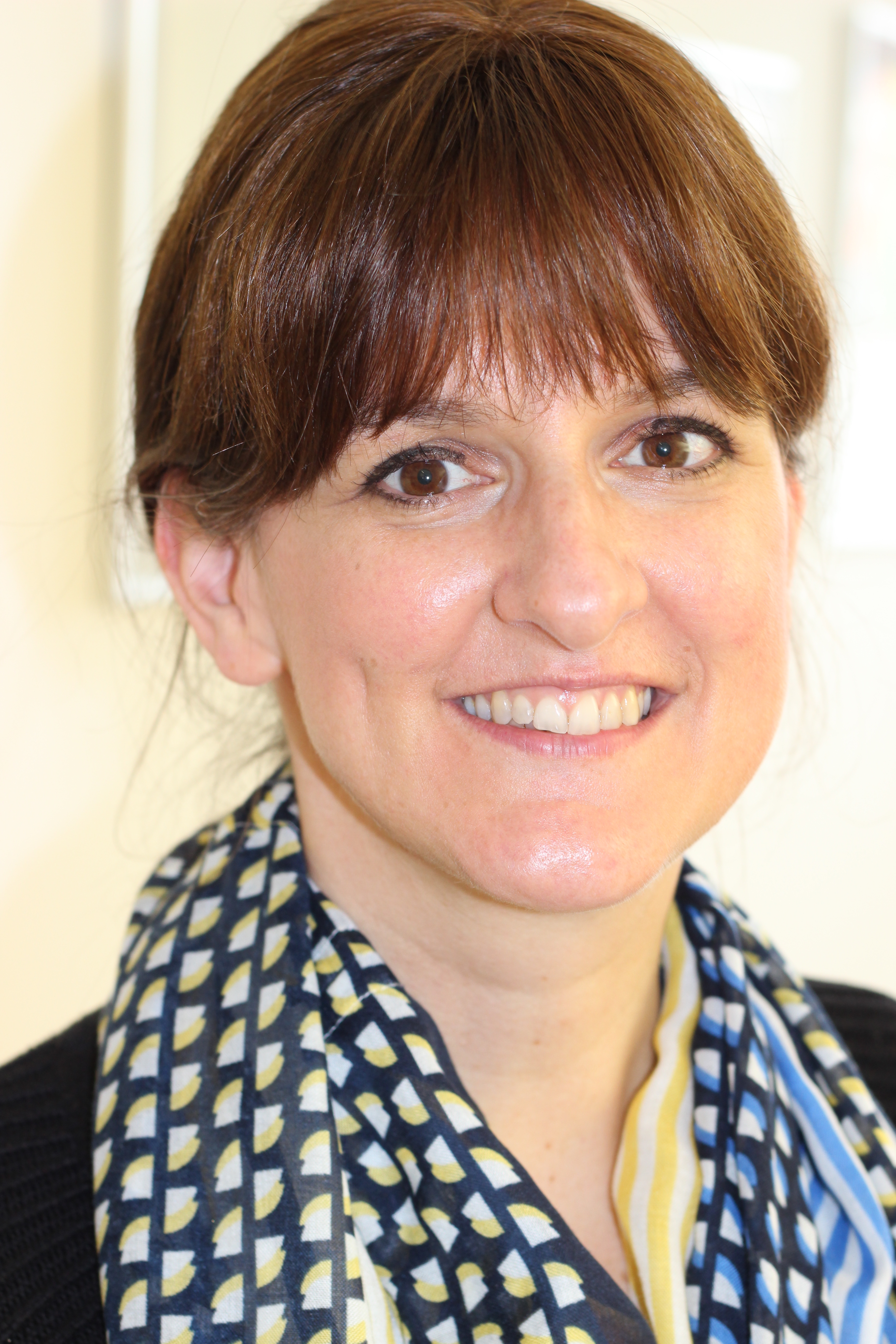
Konstanze Kemnitzer (2019)

Konstanze Evangelia Kemnitzer (* 27. März 1975 in Münchberg) ist eine deutsche evangelische Theologin. Sie ist seit 2018 Professorin für Praktische Theologie an der Kirchlichen Hochschule Wuppertal.

## Leben und Wirken
Konstanze Kemnitzer studierte evangelische Theologie in München, Neuendettelsau und Tübingen. Nach dem Vikariat in Untersteinach wurde sie 2004 als Pfarrerin der Evangelisch-Lutherischen Kirche in Bayern ordiniert. Von 2004 bis 2007 absolvierte sie ein Promotionsstudium an der Evangelisch-Theologischen Fakultät der Ludwig-Maximilians-Universität München (Michael Schibilsky) und hatte gleichzeitig einen Dienstauftrag als Pfarrerin an der Kirchengemeinde St. Markus (München). Von 2007 bis 2015 war sie wissenschaftliche Assistentin bei Klaus Raschzok an der Augustana-Hochschule Neuendettelsau. 2008 erfolgte die Promotion mit einer Arbeit über das evangelische Hilfswerk Brot für die Welt, 2013 die Habilitation mit einer Arbeit über Vorstellungen von der Entwicklung des Glaubens im Lauf des Lebens sowie die Berufung zur Privatdozentin. Von 2016 bis 2017 war Kemnitzer geschäftsführende Pfarrerin der Kirchengemeinde Wassermungenau. Seit 2018 hat sie den Lehrstuhl für Praktische Theologie an der Kirchlichen Hochschule Wuppertal inne. Von 2018 bis 2020 war Konstanze Kemnitzer Prorektorin, von 2020 bis 2022 Rektorin der Kirchlichen Hochschule. Einen Ruf der Universität Greifswald auf die W3-Professur für Praktische Theologie (Nachfolge Michael Herbst) lehnte sie 2020 ab.

## Forschung und Lehre
Praktische Theologie ist die Wissenschaft der religiösen Kulturpraxis. Mit phänomenologischen und kulturwissenschaftlichen Methoden erforscht sie, wie sich der christliche Glaube in den pluralen Lebens- und Vorstellungswelten von Menschen entfaltet, mit dem Ziel zu einer verantworteten religiösen Praxis beizutragen.
Dazu arbeitet die Wuppertaler Lehrstuhlinhaberin mit dem Paradigma der Imagination des Evangeliums: Biblische Texte und christliche Glaubenspraxisformen sind imaginative Immersionsräume, die sich auf das kulturschaffende Handeln von Menschen in ihren Lebenswelten auswirken. Praktisch-theologische Bildung fördert Kompetenzen, mit der „Imagination des Evangeliums“ in den vielfältigen Imaginationen und immersiven Welten der Gegenwart kritisch, diskursiv und performativ umzugehen.

### Forschungsinteressen
- Theorie der christlichen Kulturpraxis
- Imagination des Evangeliums
- Virtualisierung der Lebenswelten
- Homiletik in der digitalen Kultur
- Immersion, Emersion, Kreativität, Serialität, Performativität
- Anthropozän, diakonische Theologie

### Mitgliedschaften
- Wissenschaftliche Gesellschaft für Theologie e.V.
- Gesellschaft für Wissenschaftliche Religionspädagogik e.V.
- Arbeitsgemeinschaft für Homiletik e.V.
- Advisory Board der Zeitschrift Kerygma und Dogma
- Theologischer Ausschuss der Vereinigten Evangelisch-Lutherischen Kirche Deutschlands (VELKD)[1]
- Mitglied im Vorstand der Liturgischen Konferenz der EKD[2]
- Fachbeirat Personalentwicklung der Evangelischen Kirche im Rheinland (EKiR)

## Veröffentlichungen (Auswahl)
- „Der ferne Nächste“. Zum Selbstverständnis der Aktion „Brot für die Welt“, Stuttgart 2008
- Glaubenslebenslauf-Imaginationen. Eine theologische Untersuchung über Vorstellungen vom Glauben im Wandel der Lebensalter, Leipzig 2013
- Modellhaft Denken in der Praktischen Theologie. Festschrift für Klaus Raschzok, Leipzig 2014 (hrsg. gemeinsam mit Andreas von Heyl)
- Salutogenese im Raum der Kirche – Ein Handbuch, Leipzig 2015 (hrsg. gemeinsam mit Andreas von Heyl und Klaus Raschzok)
- Pfarrer A. Kemnitzer, Ein Dorf im Großen und Ganzen. Eine pastorale Nouthesia für das 21. Jahrhundert, Nordhausen 2020 (posthum hrsg. mit Matthias Roser)
- Gussformen der Gottesdienstgestaltung. Das Agendenwerk der VELKD zwischen Neuaufbruch und Restauration, Leipzig 2021
- „All together now!?“ Ein Schreibgespräch zum Religionsunterricht in Hamburg (RUfa 2.0), EZW-Text 271, Berlin 2021 (hrsg. gemeinsam mit Matthias Roser)